# Ryssa
Ryssa (sollerömål Ryssär) är en småort i Solleröns socken, Mora kommun. Genom Ryssa rinner Ryssån och vid landsvägsbron finns Ryssa kraftverk.

## Samhället
Byn är belägen vid vägen mot Gesunda och Sollerön, och har förr haft en diversehandel och en Konsumbutik. I den sistnämndas lokaler finns nu ett rum och frukost.
I Ryssa finns sedan ca år 2014 ett boende för ensamkommande flyktingbarn.

## Ryssa kraftverk
Vattenkraftverket startades 1916 för att leverera el till byarna i Solleröns socken. En kanal på 1 280 meter med en fallhöjd av 20 meter anlades. Det drevs av Ryssa Elverks AB, senare Ryssa Nät AB, från 2003 Fortum Distribution Ryssa AB.